# Shopaholicadel
Adéla Pulcová, známější pod pseudonymem FashionAdel, dříve Shopaholicadel nebo též ShopaholicAdel či Shopaholic Adel, ještě dříve FashionViola, (* 12. září 1993 Praha) je česká influencerka, známá především z YouTube a TikToku, a účastnice soutěže Česko hledá SuperStar.
YouTube kanál si založila 28. prosince 2020 pod názvem ShopaholicAdel. V červnu 2024 oznámila, že končí svou kariéru influencerky. Po několika týdnech se ale na sociální sítě vrátila. 

## Působení na internetu
Její tvorba zahrnuje např. tzv. hauly (videa, ve kterých tvůrci rozbalují a komentují produkty, které si nedávno pořídili) nebo videa s reborn panenkou (panenkou pro dospělé ženy, které nemohou mít skutečné děti), které říká Markétka.
Silnou kritiku vyvolalo již smazané tiktokové video Pulcové, na kterém ukázala své mrtvé morče, o kterém tvrdila, že jí spadlo na zem. Pulcovou rovněž několikrát kvůli způsobu, jakým pečuje o svá domácí zvířata, kontrolovala Státní veterinární správa, která ale u ní podle jejích slov nikdy žádné pochybení nezjistila.
Pulcová trpí bipolární poruchou, která se má projevovat na jejím chování, za které ji fanoušci často kritizují. Působení ve veřejném prostoru a kontakt s fanoušky byly pro Pulcovou zpočátku primárně způsobem, jak se vyrovnat s problémy souvisejícími s jejím zdravotním stavem. Její vystupování na sociálních sítích ale ve skutečnosti vyvolává značné množství negativních reakcí, které mají někdy charakter kyberšikany (např. i v monetizované podobě prostřednictvím Patreonu).
Pulcová se stala častým terčem reakčních videí.

## Osobní život
Pulcová byla zasnoubená s Davidem Pražákem, známým pod přezdívkou Fregamer, a Janem Kulasem. Byla ve vztahu s Josefem Gotovcevem, vystupujícím na internetu pod přezdívkou Joseph Nonsteam.

## Televize
Pulcová se několikrát objevila v televizi. Poprvé v roce 2013 v pořadu Česko Slovenská Superstar, kde se dostala do hvězdné pěchoty. V roce 2019 hrála v pořadu Nebezpečné vztahy na TV Barrandov.[zdroj?] Na stejné televizi se objevila v únoru 2023 v pořadu VIP svět speciál, kde s ní měl rozhovor generální ředitel Jaromír Soukup. Účinkovala také v pořadu Partička.